# جینا لولوبریجیدا
لوئیجیا «جینا» لولوبریجیدا OMRI (ایتالیایی: Luigia "Gina" Lollobrigida؛ ۴ ژوئیهٔ ۱۹۲۷ – ۱۶ ژانویهٔ ۲۰۲۳) بازیگر و عکاس خبری ایتالیایی بود. او در دهه‌های ۱۹۵۰ و ۱۹۶۰ یکی از برجسته‌ترین بازیگران زن در اروپا به‌شمار می‌رفت. در سال‌های پایانی زندگی، وی به عنوان فعال حقوق شهروندی شناخته می‌شد که به ویژه در «بنیاد ملی ایتالیایی آمریکایی» (NIAF) فعالیت داشت. او برای بازی در فیلمی با عنوان زیباترین زن جهان با این لقب نیز شناخته می‌شد.
جینا لولوبریجیدا سه بار نامزد دریافت جایزه گلدن گلوب شد که یک بار در سال ۱۹۶۱ به‌عنوان «ستاره محبوب جهان» برنده آن شد.

## زندگی شخصی
لویی‌جینا لولوبریجیدا در ۴ ژوئیه ۱۹۲۷ در سوبیاکو ایتالیا زاده شد. او دختر یک تولیدکننده مبلمان بود که دوران نوجوانی‌اش با بمباران کشورش در جنگ جهانی دوم همراه بود. جینا سپس در دانشکده هنرهای زیبای رم در رشته مجسمه‌سازی تحصیل کرد.
جینا لولوبریجیدا در سال ۱۹۶۰ برای پرداخت مالیات کمتر و وضعیت قانونی همسر خود به کانادا رفت.
جینا لولوبریجیدا دشمنی طولانی ای با سوفیا لورن داشت. سوفیا لورن گفته بود که «خوش سر و سینه‌تر از لولو بریجیدا است». لولوبریجیدا در پاسخ گفته بود که «لورن فقط می‌تواند نقش زنان دهاتی را بازی کند. نه خانم‌های اشرافی را» و «فرق بین ما فرق بین یک اسب مسابقه خوب با یک بز است.»
جینا لولوبریجیدا از تجربه بازی با فرانک سیناترا خوشش نمی‌آمد و گفته بود: «کوچک‌ترین طنزی نداشت.» و در عوض بازی با راک هادسن را می‌پسندید. لولوبریجیدا از هادسن درخواست ازدواج کرد، اما هادسن رد کرد. این رد درخواست باعث شد لولوبریجیدا پی ببرد که هادسن همجنسگرا است.

## زندگی حرفه‌ای

### آغاز

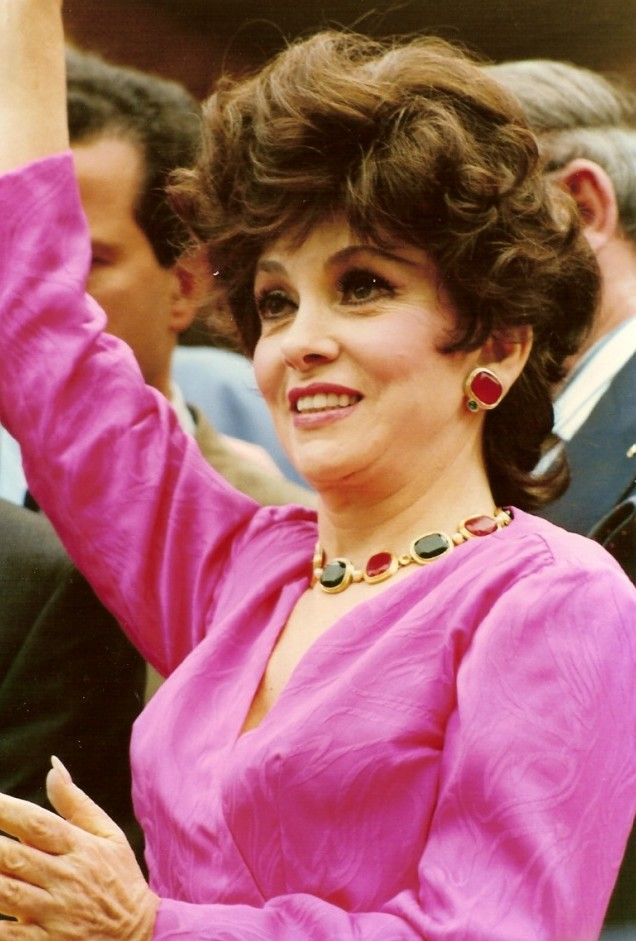
در ۱۹۹۱

جینا لولوبریجیدا در نوجوانی به یادگیری مجسمه‌سازی و نقاشی پرداخت و در جوانی مدتی مدل بود. یک استعدادیاب به او پیشنهاد داد که در چینه‌چیتا که آن زمان بزرگ‌ترین استودیوی ایتالیا و اروپا بود تست بازیگری بدهد. او برای یک فیلم پیشنهاد بازی گرفت اما رد کرد. چون بازیگری را واقعاً دوست نداشت و در پاسخ، یک میلیون لیره درخواست کرد که استودیو فیلم پذیرفت و لولوبریجیدا در ۱۹۴۶ در نخستین فیلم خود بازی کرد. در سال ۱۹۴۷ در رقابت‌های دختر شایسته ایتالیا شرکت کرد و سوم شد.

### هوارد هیوز
جینا لولوبریجیدا در سال ۱۹۴۹ با میلکو اسکوفیچ، پزشکی اهل اسلوونی ازدواج کرد. تنها فرزند آنها آندریا میلکو در ۲۸ ژوئیه ۱۹۵۷ زاده شد. اسکوفیچ، چند عکس با بیکنی از زن لولوبریجیدا گرفت. هنگامی‌که این عکس‌ها به دست هوارد هیوز رسیدند او شیفته جینا لولوبریجیدا شد؛ بنابراین لولوبریجیدا را یافت و به او پیشنهاد داد برای بازی در سینما تست بازیگری دهد. او قبول کرد و همراه همسرش به آمریکا رفت اما هنگامی‌که به فرودگاه رفتند دریافتند که هیوز فقط برای یک نفر بلیت فرستاده است. هنگامی‌که لولوبریجیدا به آمریکا رسید دریافت که هیوز برای طلاق لولوبریجیدا از اسکوفیچ وکلای طلاق را به فرودگاه فرستاده است. حتی آزمون بازیگری که لولوبریجیدا در آن بازی کرد یک سکانس در مورد پایان ازدواج بود. در طول سفر سه‌ماهه لولوبریجیدا در آمریکا هیوز هر روز او را ملاقات و از او خواستگاری می‌کرد. این داستان مورد توجه رسانه‌ها قرار گرفت. با اینکه آنها تلاش می‌کردند از دید رسانه‌ها دور بمانند اما لولوبریجیدا گفت که از توجهی که به او می‌شد لذت می‌برد و هوارد هیوز را «مردی حسابی قد بلند و جذاب و به مراتب بیشتر از شوهر خودش» می‌دید. پیش از بازگشت لولوبریجیدا به رم، هوارد هیوز به او قرارداد ۷ ساله‌ای را داد که بر اساس آن لولوبریجیدا در آمریکا تنها می‌توانست برای هیوز کار کند. لولوبریجیدا این قرارداد را امضا کرد چون می‌خواست هر طور که می‌تواند به رم بازگردد. وکلای طلاق، لولوبریجیدا و اسکوفیچ را همواره دنبال می‌کردند. اسکوفیچ یک دهه با این موضوع کنار آمد. او حتی با وکلای هیوز تنیس بازی کرد.

### بازیگری حرفه‌ای
لولوبریجیدا پس از بازگشت از آمریکا به بازی در سینمای فرانسه و ایتالیا پرداخت. نخستین نقش مهم خود را در سال ۱۹۵۰ در فیلم میس ایتالیا ایفا کرد. نخستین فیلم انگلیسی زبان او شیطان را بران بود که را او را برای بازی در فیلم‌های پرآوازه باز کرد. لولوبریجیدا برای بازی در نقش یک یتیم مقابل ویتور گاسمن، یکی از بهترین هنرپیشه‌های ایتالیایی جوایز مختلفی برد.

### عکاسی و سیاست
با افول فعالیت حرفه‌ای لولوبریجیدا در دهه ۱۹۶۰ او وارد دنیای عکاسی و سیاست شد. اما همچنان نقش‌های کوچکی در سریال‌های آمریکایی بازی کرد. جینا لولوبریجیدا در اواخر دهه ۱۹۷۰ فعالیت موفقیت‌آمیز خود را به عنوان یک عکاس خبری آغاز کرد. لولوبریجیدا در سال ۱۹۷۳ مجموعه‌ای از آثار عکاسی خود با نام ایتالیا میا (Italia Mia) منتشر کرد. او از مشاهیری همچون پل نیومن، سالوادور دالی، دیوید کسیدی و تیم ملی فوتبال آلمان عکس گرفت.
لولوبریجیدا موفق به فراهم نمودن یک گفتگوی اختصاصی دست اول با فیدل کاسترو شد. او می‌گوید: «کاسترو به من علاقه‌مند شد؛ زیرا فهمید برای حمله کردن به او آنجا نرفته‌ام و من را پذیرفت.»
جینا لولوبریجیدا برای یونیسف کار کرد. او در سال ۱۹۹۹ تلاشی ناموفق برای کسب یکی از کرسی‌های ایتالیا در پارلمان اروپا داشت. او از سوی حزب دموکرات‌های ایتالیا در این انتخابات نامزد شده بود.

## درگذشت
جینا لولوبریجیدا در ۱۶ ژانویه ۲۰۲۳ در کلینیکی در شهر رم ایتالیا درگذشت.

## گزیده فیلم‌شناسی

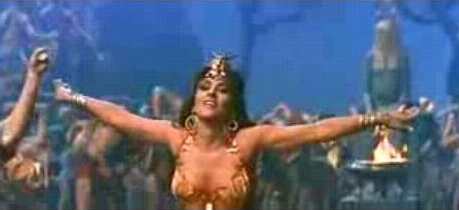
لولوبریجیدا در نمایی از فیلم سلیمان و ملکه سبا (۱۹۵۹)

لولوبریجیدا در حدود ۷۰ فیلم سینمایی بازی کرده است که مهم‌ترین آنها عبارتند از:
- میس ایتالیا (۱۹۵۰)
- فانفان لا تولیپ (۱۹۵۱)
- رؤیای شیرین (مهرویان شب، ۱۹۵۲)
- دختر دهاتی (۱۹۵۲)
- عیال یک‌شبه (۱۹۵۲)
- بازی بزرگ (۱۹۵۳)
- نان، عشق و فانتزی (۱۹۵۳)
- شیطان را بران (۱۹۵۳)
- زنی از رم (۱۹۵۴)
- نان، عشق و حسادت (۱۹۵۴)
- زیباترین زن روی زمین (۱۹۵۵)
- بندباز (۱۹۵۵)
- گوژپشت نوتردام (۱۹۵۷)
- قانون (۱۹۵۸)
- آنا از بروکلین (۱۹۵۸)
- هرگز نه اینقدر کم (۱۹۵۹)
- سلیمان و ملکه سبا (۱۹۵۹)
- برهنه برو به جهان (۱۹۶۱)
- سپتامبر بیا (۱۹۶۱)
- ونوس امپراتوری (۱۹۶۱)
- دریای دیوانه (۱۹۶۳)
- زن پوشالی (۱۹۶۳)
- همبسترهای عجیب (۱۹۶۴)
- دختران زیبا (۱۹۶۵)
- من، من، من… و دیگران (۱۹۶۶)
- هتل پارادیزو (۱۹۶۶)
- سروانتس (۱۹۶۷)
- یک نوامبر زیبا (۱۹۶۸)
- شب بخیر خانم کمپبل (۱۹۶۸)
- رودخانه مرد بدسرشت (۱۹۷۱)
- شاه، بی‌بی، سرباز (۱۹۷۲)
- زن تنها (۱۹۷۵)[۹]
- یکصد و یک شب سینما سایمون (۱۹۹۵)
- ستاره‌های سرگردان (مستند، ۱۹۹۳)
- گریز در یک زن (۱۹۹۶)
- اکس‌اکس‌ال (۱۹۹۷)

## تلفظ
1. ↑  تلفظ ایتالیایی: [luˈi:dʒa ˈdʒi:na ˌlɔlloˈbri:dʒida].